# Tulie
Tulie ist eine Insel in der tonganischen Inselgruppe Vavaʻu.

## Geographie
Tulie liegt in einer der fjordartigen Buchten der Hauptinsel Vavaʻu zwischen der Insel Koloa und dem Ort Utui im Westen, sowie zwischen den Landzungen von Houma (Faleono, N) und ʻOkoa (S). Sie ist durch Mangrovensümpfe mit der großen Nachbarinsel verbunden.
Im Süden liegt in der Bucht neben weiteren unbenannten Motu die Insel Kiato.

## Klima
Das Klima ist tropisch heiß, wird jedoch von ständig wehenden Winden gemäßigt. Ebenso wie die anderen Inseln der Vavaʻu-Gruppe wird Tulie gelegentlich von Zyklonen heimgesucht.